# Danh sách di sản thế giới tại Uzbekistan
Dưới đây là Danh sách di sản thế giới tại Uzbekistan được UNESCO công nhận. Tính đến hết năm 2021, Uzbekistan hiện đã có 5 địa điểm được công nhận. Ngoài ra, quốc gia này cũng có 32 địa điểm khác nằm trong danh sách dự kiến.

## Danh sách
| Tên                                              | Hình ảnh | Vị trí                                                  | Tiêu chí              | Diện tích hecta (mẫu Anh) | Năm công nhận | Mô tả |
| ------------------------------------------------ | -------- | ------------------------------------------------------- | --------------------- | ------------------------- | ------------- | ----- |
| Trung tâm lịch sử của Bukhara                    |          | Bukhara40°10′B 63°40′Đ / 40,167°B 63,667°Đ              | Văn hóa: (ii)(iv)(vi) | 216 (530)                 | 1993          | [ 2 ] |
| Trung tâm lịch sử của Shahrisabz                 |          | Kashkadarya38°50′B 66°50′Đ / 38,833°B 66,833°Đ          | Văn hóa: (iii)(iv)    | 240 (590)                 | 2000          | [ 3 ] |
| Itchan Kala ở Khiva                              |          | Khorezm41°20′B 61°0′Đ / 41,333°B 61°Đ                   | Văn hóa: (iii)(iv)(v) | 37,5 (93)                 | 1990          | [ 4 ] |
| Samarkand – Nơi gặp nhau của nhiều nền văn hóa   |          | Province of Samarkand39°50′B 66°15′Đ / 39,833°B 66,25°Đ | Văn hóa: (i)(ii)(iv)  | 1.123 (2.770)             | 2001          | [ 5 ] |
| Tây Thiên Sơn (chung với Kazakhstan, Kyrgyzstan) |          | Toshkent41°10′B 69°45′Đ / 41,167°B 69,75°Đ              | Thiên nhiên: (x)      | -                         | 2016          | [ 6 ] |

## Di sản dự kiến
Tính đến ngày 29 tháng 1 năm 2021, Uzbekistan có tổng cộng 32 di sản dự kiến:
- Lăng mộ Sheikh Mukhtar-Vali (1996)
- Đập Khanbandi (1996)
- Đập Abdulkhan Bandi (2008)
- Akhsikath (2008)
- Lăng mộ Ak Astana-Baba (2008)
- Pap cổ đại (2008)
- Termiz cổ đại (2008)
- Andijan (2008)
- Lăng mộ Arab-Ata (2008)
- Tổ hợp kiến trúc Bahoutdin (2008)
- Boysun (2008)
- Lăng mộ Chashma-Ayub (2008)
- Tổ hợp tượng đài Chor-Bakr (2008)
- Các lâu đài sa mạc của Khwarazm cổ (2008)
- Rặng Gissar (2008)
- Trung tâm lịch sử của Qoqon (2008)
- Kanka (2008)
- Khazarasp (2008)
- Minaret ở Vobkent (2008)
- Lăng mộ Mir-Sayid Bakhrom (2008)
- Thành phố cổ Poykent (2008)
- Rabati Malik (2008)
- Hẻm núi Sarmishsay (2008)
- Khu định cư cổ Shahrukhiya (2008)
- Shokhimardon (2008)
- Tranh khắc đá Zarautsoy (2008)
- Tranh khắc đá Siypantosh (2008)
- Thành phố cổ Varakhsha (2008)
- Dãy núi Zaamin (2008)
- Con đường tơ lụa tại Uzbekistan (mở rộng) (2010)
- Các hoang mạc lạnh của Turan (2021)
- Con đường tơ lụa: Hành lang Zarafshan-Karakum (2021)